# David Ospina
David Ospina Ramírez (Medellín, 31 augustus 1988) is een Colombiaans voetballer die als doelman speelt. Hij verruilde Al-Nassr medio 2024 voor Atlético Nacional. Ospina debuteerde in 2007 in het Colombiaans voetbalelftal.

## Clubcarrière
Ospina werd op zeventienjarige leeftijd eerste doelman bij de Colombiaanse topclub Atlético Nacional. Hij werd tweemaal kampioen met die club. Op 9 juli 2008 bereikte Atlético Nacional een akkoord met OGC Nice, dat twee miljoen euro betaalde voor de doelman. Tot en met het seizoen 2013/14 speelde Ospina bijna tweehonderd competitieduels in de Franse competitie, alsmede vijf bekerwedstrijden en twee internationale wedstrijden in de voorrondes van de UEFA Europa League. Na het wereldkampioenschap voetbal 2014 kon hij de overstap maken naar Arsenal dat hem voor vier miljoen overnam van Nice.

## Clubstatistieken
| Seizoen | Club              | Competitie          | Competitie | Competitie | Beker | Beker | Internationaal | Internationaal | Totaal | Totaal |
| Seizoen | Club              | Competitie          | Wed.       | Dlp.       | Wed.  | Dlp.  | Wed.           | Dlp.           | Wed.   | Dlp.   |
| ------- | ----------------- | ------------------- | ---------- | ---------- | ----- | ----- | -------------- | -------------- | ------ | ------ |
| 2006    | Atlético Nacional | Categoría Primera A | 34         | 0          | 0     | 0     | —              | —              | 34     | 0      |
| 2007    | Atlético Nacional | Categoría Primera A | 47         | 0          | 0     | 0     | 0              | 0              | 47     | 0      |
| 2008    | Atlético Nacional | Categoría Primera A | 16         | 0          | 0     | 0     | —              | —              | 16     | 0      |
| 2008/09 | OGC Nice          | Ligue 1             | 25         | 0          | 2     | 0     | —              | —              | 27     | 0      |
| 2009/10 | OGC Nice          | Ligue 1             | 37         | 0          | 1     | 0     | 0              | 0              | 38     | 0      |
| 2010/11 | OGC Nice          | Ligue 1             | 35         | 0          | 1     | 0     | —              | —              | 36     | 1      |
| 2011/12 | OGC Nice          | Ligue 1             | 37         | 0          | 1     | 0     | —              | —              | 38     | 0      |
| 2012/13 | OGC Nice          | Ligue 1             | 26         | 0          | 2     | 0     | 0              | 0              | 28     | 0      |
| 2013/14 | OGC Nice          | Ligue 1             | 29         | 0          | 1     | 0     | 2              | 0              | 32     | 0      |
| 2014/15 | Arsenal           | Premier League      | 18         | 0          | 2     | 0     | 3              | 0              | 23     | 0      |
| 2015/16 | Arsenal           | Premier League      | 4          | 0          | 5     | 0     | 3              | 0              | 12     | 0      |
| 2016/17 | Arsenal           | Premier League      | 2          | 0          | 4     | 0     | 8              | 0              | 14     | 0      |
| 2017/18 | Arsenal           | Premier League      | 5          | 0          | 6     | 0     | 10             | 0              | 21     | 0      |
| 2018/19 | Napoli            | Serie A             | 17         | 0          | 1     | 0     | 6              | 0              | 24     | 0      |
| 2019/20 | Napoli            | Serie A             | 17         | 0          | 4     | 0     | 2              | 0              | 23     | 0      |
| 2020/21 | Napoli            | Serie A             | 16         | 0          | 4     | 0     | 3              | 0              | 23     | 0      |
| Totaal  | Totaal            | Totaal              | 365        | 0          | 34    | 0     | 37             | 0              | 436    | 0      |

Bijgewerkt op 22 april 2021.

## Interlandcarrière
Ospina maakte als reservespeler deel uit van de Colombiaanse selectie die in 2005 deelnam aan het wereldkampioenschap voetbal onder 20 in Nederland. Daar verloor de ploeg van bondscoach Eduardo Lara in de achtste finales van de latere kampioen Argentinië –20 (2–1).
Ospina debuteerde in de Colombiaanse A-ploeg tijdens het toernooi om de Kirin Cup in 2007. In de voorbereiding op de Copa América 2011 viel Ospina op de training geblesseerd uit na een botsing met aanvaller Hugo Rodallega. Op 8 juni 2013 hield Ospina de nul in een WK-kwalificatiewedstrijd tegen Argentinië. Hij werd na zijn sterke prestatie uitgeroepen tot man van de wedstrijd en geprezen door bondscoaches José Pékerman en Alejandro Sabella. In mei 2014 werd Ospina door bondscoach Pékerman opgenomen in de selectie voor het wereldkampioenschap in Brazilië.
Ospina maakte eveneens deel uit van de Colombiaanse selectie die zich dankzij de vierde plaats in de CONMEBOL-kwalificatiezone rechtstreeks had geplaatst voor het WK 2018 in Rusland. Daar begon Colombia met een nederlaag tegen Japan (1-2), waarna de ploeg in de resterende twee groepswedstrijden te sterk was voor Polen (3-0) en Senegal (1-0). In de achtste finales werden de Colombianen na strafschoppen uitgeschakeld door Engeland (3-4), nadat beide teams in de reguliere speeltijd waren bleven steken op 1-1. Ospina kwam in alle vier duels in actie voor Colombia.

## Erelijst
| Competitie                             |                   |                   |                   |                   |
| Competitie                             | Aantal            | Jaren             |                   |                   |
| Atlético Nacional                      | Atlético Nacional | Atlético Nacional | Atlético Nacional | Atlético Nacional |
| -------------------------------------- | ----------------- | ----------------- | ----------------- | ----------------- |
| Categoría Primera A (Winnaar Apertura) | 2x                | 2005, 2007        |                   |                   |
| Categoría Primera A (Winnaar Clausura) | 1x                | 2007              |                   |                   |
| Copa Colombia                          | 1x                | 2024              |                   |                   |
| Arsenal                                |                   |                   |                   |                   |
| FA Cup                                 | 2x                | 2014/15, 2016/17  |                   |                   |
| Community Shield                       | 3x                | 2014, 2015, 2017  |                   |                   |
| SSC Napoli                             |                   |                   |                   |                   |
| Coppa Italia                           | 1x                | 2019/20           |                   |                   |